# 山口久太
山口 久太（やまぐち ひさた、1911年4月26日 - 1993年7月12日）は、日本の教育者。元日本体育協会副会長、名誉副会長。東海大学体育学部長。

## 人物・来歴
1911年、、佐賀県東松浦郡相知町（現唐津市）に生まれる。下村湖人の薫陶を受け、旧制唐津中学（現在の佐賀県立唐津東高等学校）卒業後、周囲が旧制高等学校の進学を薦める中、日本一の体育教師を目指して、東京高等師範学校（現・筑波大学）体育科に進学する。1934年3月、東京高等師範学校体育科を卒業。体育教諭として、旧制甲府中（現・山梨県立甲府第一高等学校）、旧制広島一中（現・広島県立国泰寺高等学校）に奉職。戦後千葉県に体育担当地方事務官として招かれて、千葉県立佐原高等女学校校長、千葉県立船橋高等学校校長を務める。その後、創立まもない習志野市立習志野高等学校校長として、同校を全国屈指の文武両道の学校に育てる。そんな山口の評判を聞きつけた東海大学創立者の松前重義は山口を東海大学第一高等学校校長に招き、のち東海大学体育学部教授に任命、東海大学体育学部長も務めた。スポーツの普及に全力をかたむけた山口は、国民体育大会委員長を務めたり、スポーツ外交団として、まだ国交回復間もない中華人民共和国、冷戦下の朝鮮民主主義人民共和国や東ドイツを訪問し、国際平和に貢献した。アマチュアスポーツ界の重鎮として、日本体育協会理事を経て、副会長に就任する。病に倒れた後は名誉副会長。
1978年、既に老境を迎えた山口であったが、明治維新の志士を多く輩出した長州藩の松下村塾の吉田松陰の理想を現代に再現させるべく学校の創立を企図する。金はないが人脈と教育に対する熱い情熱はあった山口は千葉県八千代市の地元の名士で、当時千葉県議会議員であった江口一雄から、千葉県八千代市村上の広大な梨畑が広がる土地を無償提供され、ここに八千代松陰学園が創立された。山口久太は初代理事長兼校長に就任し、1989年に後任の山下章が2代目校長になった事で兼務は終了した。山口の口癖は「日本一になれ！」であり、それはスポーツでは野球の甲子園出場であり、勉学では東京大学合格者を輩出することであった。開校2年目に、春の選抜高等学校野球大会出場、のちには、夏の全国高等学校野球選手権大会にも出場を果たした。開校3年目に、レスリング部の当時高校3年生の佐藤秀男が栃木県開催国民大会において、開校初の全国チャンピオンとなった。1983年以来、体調を崩し、1993年に世を去っている。
なお、自由民主党衆議院議員を務めた園田博之は習志野高校校長時代の教え子である。
1943年勲六等瑞宝章受章、1974年藍綬褒章受章、1981年勲三等瑞宝章受章。

## 著書
- 「草原有情ーモンゴル遠征の記録」、東海大学出版会、1970年
- 「チョンリマの国朝鮮」、東海大学出版会、1972年
- 『わが青春－その光と陰の中で』、学校法人八千代松陰学園、1985年